# Імідаприл
Імідаприл (англ. Imidapril) — лікарський препарат, що належить до групи інгібіторів АПФ, який випускається під торговою назвою «Танатрил», та використовується як антигіпертензивний препарат, а також для лікування хронічної серцевої недостатності. Імідаприл був запатентований у 1982 році, та схвалений для медичного використання в 1993 році.

## Протипоказання
Протипоказаннями до застосування імідаприлу є підвищена чутливість до інгібіторів АПФ, особливо якщо це призвело до ангіоневротичного набряку; ідіопатичний або спадковий ангіоневротичний набряк; ниркова недостатність; другий і третій триместри вагітності; а також одночасне застосування з аліскіреном у хворих з цукровим діабетом.

## Побічні ефекти
Найчастіші побічні ефекти імідаприла подібні до побічних ефектів інших антигіпертензивних препаратів, і включають головний біль, запаморочення та сонливість. Як і для всіх інгібіторів АПФ, поширеним явищем при застосуванні препарату є сухий кашель.

## Взаємодія
Дослідження взаємодії імідаприлу з іншими лікарськими препаратами не проводилися, за винятком дигоксину, який дещо знижує рівень імідаприлу, можливо через те, що він зменшує всмоктування імідаприлу з кишечника. Інші можливі взаємодії недостатньо вивчені, відомо, що рифампіцин знижує активацію імідаприлу до його активного метаболіту імідаприлату. Як і інші інгібітори АПФ, імідаприл підвищує рівень калію в крові, і тому може спричинити гіперкаліємію, особливо у поєднанні з калійзберігаючими діуретиками або при прийомі препаратів калію. Інші діуретики, вазодилататори, трициклічні антидепресанти та нейролептики можуть посилювати антигіпертензивний ефект імідаприлу. Літій при одночасному застосуванні з імідаприлом може досягати токсичних рівнів концентрації в крові. При застосуванні з імідаприлом може посилюватися ефект протидіабетичних препаратів, що може призвести до розвитку гіпоглікемії.

## Фармакологія

### Фармакокінетика

Імідаприлат, активний метаболіт імідаприлу

Близько 70 % прийнятого імідаприлу швидко всмоктується з кишечника; цей відсоток значно знижується при прийомі з жирною їжею. Імідаприл досягає найвищої концентрації у плазмі крові через 2 години після прийому, біологічний період напіврозпаду препарату складає 2 години. Імідаприл є проліками, та активується до імідаприлату, який досягає найвищих концентрацій у плазмі через 7 годин, має початковий період напіввиведення від 7 до 9 годин, і кінцевий період напіввиведення понад 24 години. Абсолютна біодоступність імідаприлату становить 42 %. Близько 40 % препарату виводиться із сечею, а 50 % — з жовчю та фекаліями.